# Baronía de Casa Ferrándiz
La Baronía de Casa Ferrándiz es un título nobiliario español creado por Real Decreto de 27 de febrero de 1803 y Real Despacho de 10 de junio del mismo año, por el rey Carlos IV a favor de Jaime Ferrándiz y Fornet.
Este título fue rehabilitado en 1916 por el rey Alfonso XIII a favor de María del Carmen Ferrándiz Catalá. 

## Barones de Casa Ferrándiz
|                                 | Titular                           | Periodo                |
| Creación por Carlos IV          | Creación por Carlos IV            | Creación por Carlos IV |
| ------------------------------- | --------------------------------- | ---------------------- |
| I                               | Jaime Ferrándiz y Fornet          | 1803-                  |
| .                               | .                                 |                        |
| Rehabilitación por Alfonso XIII |                                   |                        |
| .                               | María del Carmen Ferrándiz Catalá | 1916-1934              |
| .                               | Ramón Vives y Ferrándiz           | 1956-2000              |
| .                               | José Ramón Vives-Ferrándiz y Ros  | 2000-actual titular    |

## Historia de los barones de Casa Ferrándiz
- Jaime Ferrándiz y Fornet, I barón de Casa Ferrándiz.

Rehabilitado en 1916 por:
- María del Carmen Ferrándiz Catalá (f. en 1934), baronesa de Casa Ferrándiz.

1. Casó con Ramón Vives Navarro. Le sucedió su hijo:

- Ramón Vives y Ferrándiz (1916-2000), barón de Casa Ferrándiz.

1. Casó con María del Socorro Ros y Gargallo. Le sucedió su hijo:

- José Ramón Vives-Ferrándiz y Ros (n. en 1949), barón de Casa Ferrándiz.